# Stefania Savi
Stefania Savi (19 ottobre 1969) è un'ex mezzofondista italiana.

## Biografia
Con il tempo di 2'03"61, stabilito nel 1993, è la decima miglior italiana di sempre negli 800 m piani indoor (era quarta quando corse il tempo in questione). Il tempo di 2'08"85 sugli 800 m piani indoor fatto registrare nel 1988 è invece il decimo tempo italiano di sempre su tale distanza in quella categoria di età (ed era il secondo di sempre quando fu stabilito). Con 2'12"8 (tempo realizzato nel 1984), è inoltre la dodicesima italiana under-16 di sempre sugli 800 m piani (era settima quando realizzò quel tempo).
Nel 1992 ha contribuito a stabilire il record italiano assoluto nella staffetta 4x800 m piani, a Sheffield, con un tempo di 8'19"3.

## Palmarès
| Anno | Manifestazione | Sede   | Evento      | Risultato  | Prestazione | Note |
| ---- | -------------- | ------ | ----------- | ---------- | ----------- | ---- |
| 1992 | Europei indoor | Genova | 800 m piani | Semifinale | 2'06"05     |      |

## Campionati nazionali
1988
- Oro ai campionati italiani assoluti, staffetta 4x1500 m - 18'48"58

1996
- Oro ai campionati italiani assoluti indoor, 800 m piani - 2'09"16

2012
- Oro ai campionati italiani master indoor, 800 m piani, categoria SF40 - 2'17"28[4]